# Chaetomium arachnoides
Chaetomium arachnoides är en svampart som beskrevs av Massee & E.S. Salmon 1902. Chaetomium arachnoides ingår i släktet Chaetomium och familjen Chaetomiaceae.   Inga underarter finns listade i Catalogue of Life.